# Plaza de Loreto

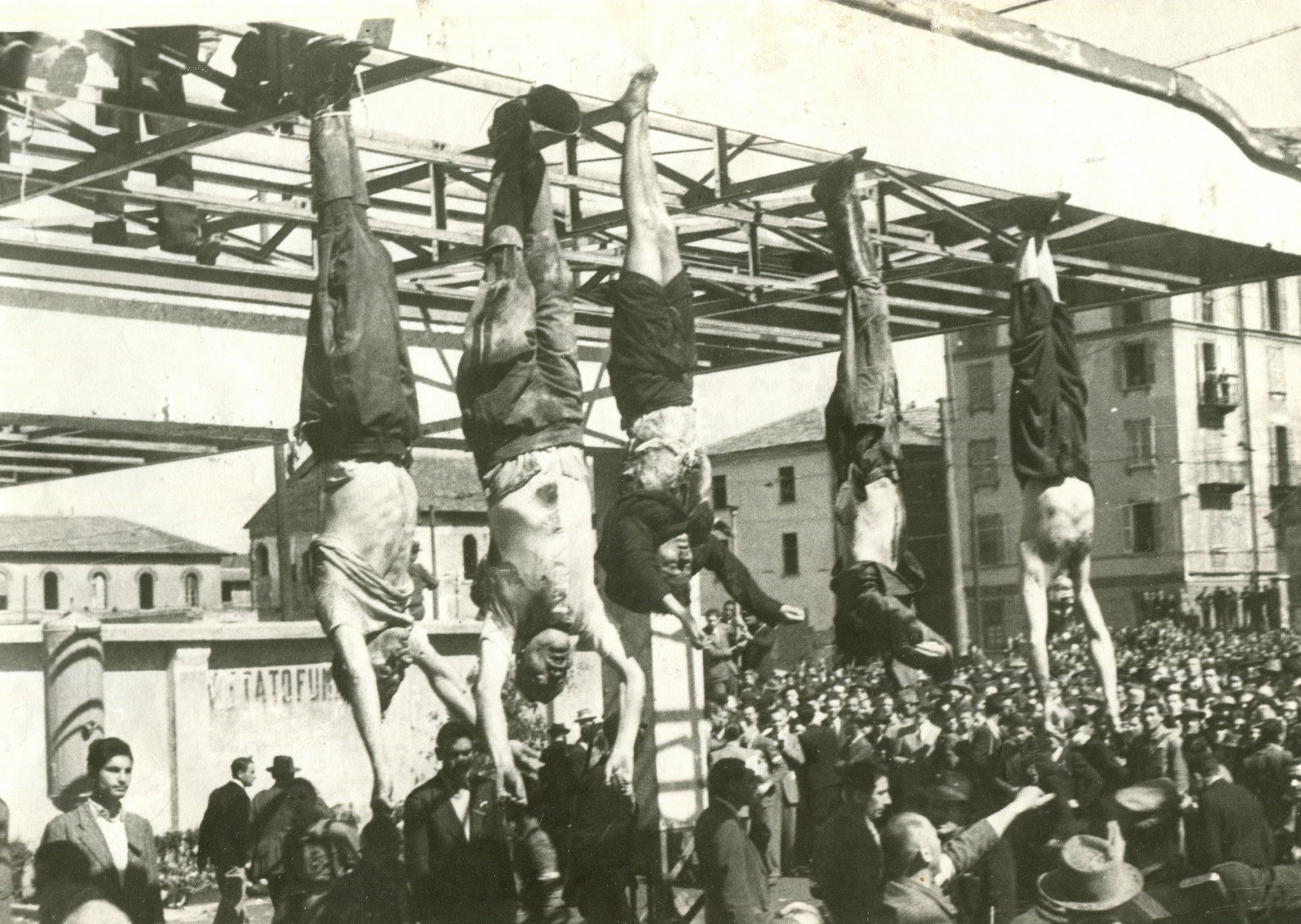
De Izq., a Der., los cuerpos de Bombacci, Mussolini, Petacci, Pavolini y Starace exhibidos en la Plaza de Loreto, 1945

La Plaza de Loreto (en italiano: Piazzale Loreto) es una plaza situada en Milán, a Italia. El nombre de Loreto proviene de un antiguo santuario situado en ese lugar y dedicado a Nuestra Señora de Loreto.
En esta plaza se produjeron dos hechos históricos en las postrimerías de la Segunda Guerra Mundial: 
1. La masacre cometida por la Legión Autónoma Mobile Ettore Muti el 10 de agosto de 1944 contra 15 antifascistas partisanos.
2. La exposición pública del cuerpo de Benito Mussolini el 29 de abril de 1945, fusilado el día anterior en Dongo, junto a Clara Petacci y otros miembros de la República Social Italiana, que habían sido capturados por miembros de la Resistencia italiana cerca del lago de Como. Los cuerpos fueron llevados a Milán, donde fueron colgados del techo de una estación de servicio Esso.[1]

Al finalizar la guerra la plaza fue llamada, por un corto tiempo, "Piazza Quindici Martiri" -Plaza de los quince mártires-, en honor al primer hecho. Posteriormente volvió ser denominada con su nombre anterior.